# Room (Dailekh)
Room (nep. रुम) – gaun wikas samiti w zachodniej części Nepalu w strefie Bheri w dystrykcie Dailekh. Według nepalskiego spisu powszechnego z 2011 roku liczył on 453 gospodarstwa domowe i 2444 mieszkańców (1279 kobiet i 1165 mężczyzn).